# Remsle övnings- och skjutfält
Remsle övnings- och skjutfält, även känt som T3 övnings- och skjutfält, var ett militärt övnings- och skjutfält beläget norr om Remsle i Sollefteå.

## Historik
Remsle övnings- och skjutfält togs i bruk 1942 då Fortifikationsstyrelsen fick i uppdrag av staten att förvärva fastigheter till ett övnings- och skjutfält i anslutning till Norrlands trängkår i Sollefteå. Övnings- och skjutfältet förvaltades av Norrlands trängkår. Genom försvarsutredning 1988 beslutades att Norrlands trängkår skulle samlokaliseras med Västernorrlands regemente, därmed flyttades även övningar till de övnings- och skjutfält söder om Sollefteå. Från 1994 övergick förvaltningen av skjutfältet till Västernorrlands regemente. Efter att garnisonen avvecklades genom försvarsbeslutet 2000 såldes huvuddelen av marken till SCA.

## Verksamhet
Remsle övnings- och skjutfält omfattade cirka 800 ha och låg i Remsle på den norra sidan av Ångermanälven som flyter genom Sollefteå. Skjutfältet hade tidigare en 300 meters skjutbana samt var anpassat för tung logistik samt gruppering av sjukvårdskompanier.